# Pygopleurus banghaasi
Pygopleurus banghaasi is een keversoort uit de familie Glaphyridae. De wetenschappelijke naam van de soort is voor het eerst geldig gepubliceerd in 1895 door Reitter.